# جمهرة النسب
جمهرة النسب هو أحد أهم وأقدم الكتب المختصة في أنساب قبائل العرب وذكر رجالها وبطونها وأفخاذها، وهو من تأليف هشام بن الكلبي المتوفى عام 204 هـ.

## مخطوطة الكتاب
يوجد منه في العالم نسخة وحيدة محفوظة في مكتبة المتحف البريطاني في لندن، وتقع النسخة في مائتين وتسع وخمسين صفحة، وتعود إلى عام 653 هـ وهي بخط علي بن حسن بن معالي المعروف بابن البقلاوي الحلي النحوي (601 هـ - 683 هـ)، وهي تشمل الجزء الأول فقط وهو الخاص بأنساب القبائل العدنانية والتي منها قبائل خندف وهي قريش وتميم وهذيل وبنو أسد ووقبائل قيس عيلان ومنها بنو سليم وبنو غطفان وهوازن وعدوان وفهم، وقد فقد الجزء الثاني من المخطوطة وهي أنساب القبائل القحطانية، والمخطوطة برواية أبو سعيد السكري عن محمد بن حبيب البغدادي عن ابن الكلبي.